# IC 3583
IC 3583 је галаксија у сазвјежђу Дјевица која се налази на листи објеката дубоког неба у Индекс каталогу.
Деклинација објекта је + 13° 15' 33" а ректасцензија 12h 36m 43,8s. Привидна величина (магнитуда) објекта IC 3583 износи 13,3 а фотографска магнитуда 13,9. Налази се на удаљености од 16,8 милиона парсека од Сунца. IC 3583 је још познат и под ознакама UGC 7784, MCG 2-32-154, CGCG 70-191, ARP 76, VCC 1686, IRAS 12341+1332, PGC 42081.